# Laurențiu Pascu
Laurențiu Pascu (n. 27 martie 1867, Gârbova de Jos- d. 18 august 1920, Bazna) a fost un deputat în Marea Adunare Națională de la Alba Iulia, organismul legislativ reprezentativ al „tuturor românilor din Transilvania, Banat și Țara Ungurească”, cel care a adoptat hotărârea privind Unirea Transilvaniei cu România, la 1 decembrie 1918.:p. 77

## Biografie
Născut în  localitatea Gârbova de Jos în anul 1867, Laurențiu Pascu a urmat Seminarul Teologic din Blaj devenind mai apoi preot și protopop la Târnăveni. Este desemnat ca membru al Despărțământului Târnăveni al Astrei. Este membru în Congregația comitatensă Târnava Mică și președinte al Consiliului Național Român al comitatului Târnava Mică. După anul 1918, are un însemnat rol în introducerea administrației românești pe cuprinsul județului. A decedat la Bazna, județul Sibiu, la data de 18 august 1920.

## Activitatea politică
A fost ales ca delegat de drept al protopopiatului greco-catolic Târnăveni, la Marea Adunare Națională de la Alba Iulia de la 1 decembrie 1918.:p.261-262